# Shortcake

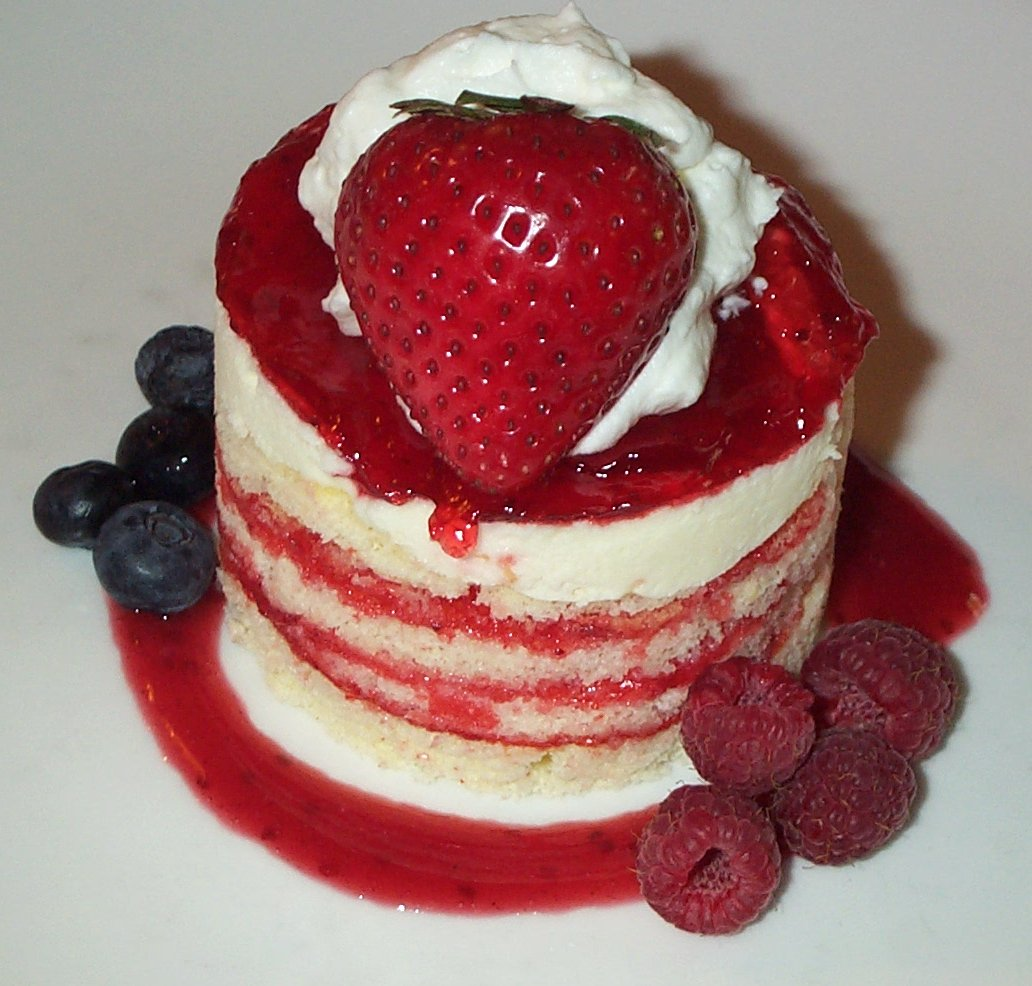
Shortcake alla fragola

Gli Shortcake sono dei dolci (in America vengono fatti con un particolare pane lievitato).
Gli shortcake sono solitamente fatti con farina, zucchero, bicarbonato di sodio, sale, burro, latte o panna e, talvolta, con uova. Gli ingredienti asciutti sono mescolati, e il burro a tocchetti viene miscelato (o "combinato") finché la mistura non assomiglia alla farina di mais. Gli ingredienti liquidi sono mischiati con quelli asciutti finché la mistura non viene inumidita. Il miscuglio così ottenuto viene versato in una formina da forno oppure in una teglia e infornato. 

## Con le fragole
Il dessert più famoso fatto con gli shortcake è quello alla fragola. Fragole tagliate vengono mischiate con dello zucchero e lasciate per un'ora circa, finché le fragole non rilasciano gran parte del loro succo. Lo shortcake viene diviso in due parti, una parte costituisce la base che viene coperta con uno strato di fragole, succo e panna montata con zucchero e vaniglia. La seconda parte costituisce lo strato superiore e va a coprire il dolce, la maggior parte delle fragole e della crema è messo sopra a guarnitura. 
Alcune versioni più economiche degli shortcake non sono per niente fatti con gli "shortcake" (per esempio i biscotti) ma con una base di pan di Spagna o talvolta con muffin di mais. Gli shortcake alla fragola giapponesi sono solitamente fatti con una base di pan di Spagna e sono i dolci favoriti durante le festività natalizie e durante i compleanni.